# Alexandre Stamboliyski
Alexandre Stamboliyski (en bulgare : Александър Стамболийски ; transcription slave : Aleksandăr Stambolijski, transcription simplifiée Aleksandar Stamboliyski), né le 1er mars 1879 et mort le 14 juin 1923, est un homme politique bulgare, chef de l'Union nationale agraire bulgare et Premier ministre du royaume de Bulgarie du 6 octobre 1919 au 9 juin 1923.

## Formation

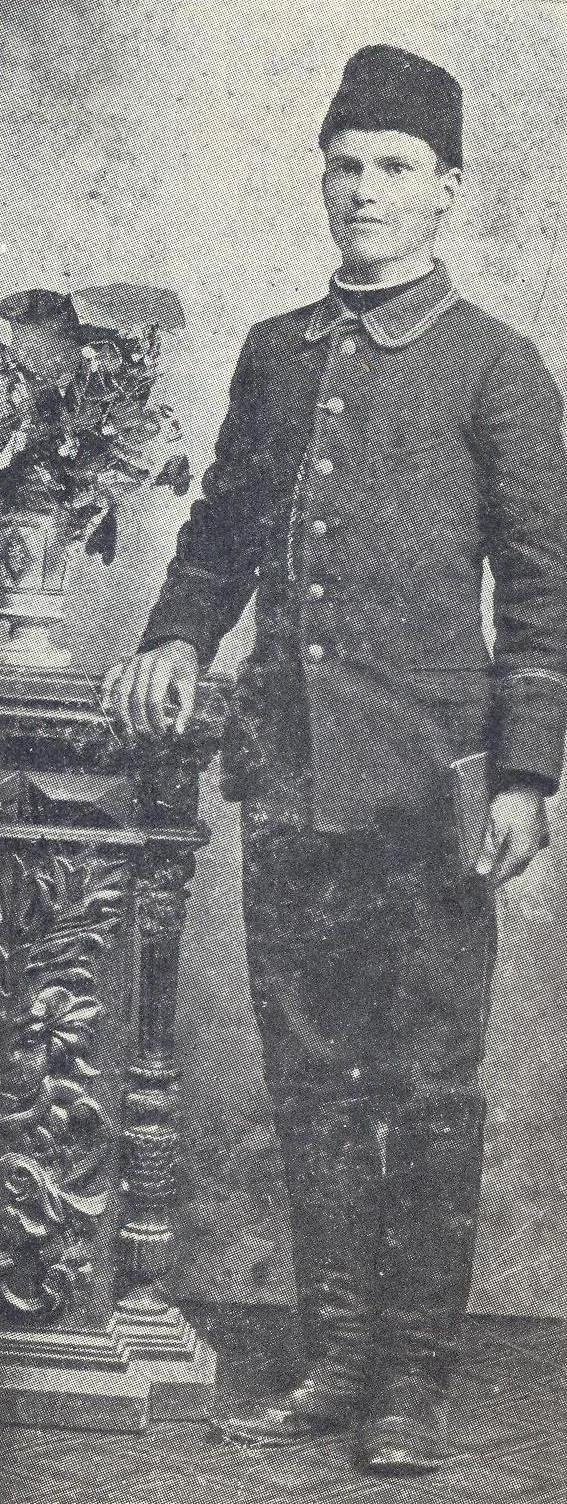
Alexandre Stamboliyski en 1900 à l’université de Halle.

Né le 1er mars 1879 à Slavovitsa (en), Alexandre Stamboliyski est le fils du maire. Il grandit parmi les paysans, étudie au lycée agricole de Sadovo et quelques années plus tard à l’institut vinicole de Pleven. Terminant ses études en 1898, il retourne dans son village où il devient instituteur. À cette époque en Bulgarie, les paysans représentent 85 % à 90 % de la population.
Confronté à de nombreuses difficultés sociales, il essaie de comprendre ces problèmes et adhère au parti de l'Union agraire. C’est là qu’il rencontre Milena Daskalova, sa future femme. C’est elle qui finance les études supérieures d’agronomie qu’il effectue à l’université en Allemagne en 1901-1902. En marge de ses études, il prend des cours de philosophie afin de mieux comprendre les idées politiques.

## Républicain et leader de l’opposition
À son retour en Bulgarie, le jeune Alexandre Stamboliyski est déterminé à améliorer les conditions de vie de ses concitoyens les plus modestes. Il devient journaliste, et après avoir occupé des postes importants au sein de l’Union nationale agraire bulgare, il en devient le chef en 1904. En 1908, il est élu député à l’Assemblée nationale et écrit l’année suivante une thèse qui développe l’idéologie du parti. Devenant ainsi petit à petit le leader de l’opposition, il se rend très vite populaire et affiche des idées très républicaines. Ces critiques contre l’aristocratie et la monarchie l’amèneront plusieurs fois à heurter le roi du pays, Ferdinand Ier.

## Pacifiste
Pacifiste, il s’oppose aux guerres balkaniques. En 1915, lorsque la Bulgarie se range aux côtés des Empires centraux dans la Première Guerre mondiale, Stamboliyski critique avec véhémence la politique du roi, ce qui lui vaut d’être condamné à la prison à perpétuité en décembre. Il profite de sa captivité pour approfondir ses thèses. En 1918, la politique belliqueuse de Ferdinand Ier a mené la Bulgarie à la défaite. Le mécontentement du peuple augmente et pour empêcher une insurrection, le roi gracie Stamboliyski et abdique en faveur de son fils Boris III. Cependant, Stamboliyski rejoint les insurgés et proclame la « République de Radomir » qui ne dure que quelques jours.

## Premier ministre d’un gouvernement en coalition
Son charisme lui vaut de participer à la délégation représentant la Bulgarie à la conférence de Versailles. À la suite des élections d’août 1919 il devient, le 6 octobre 1919, chef d’un gouvernement de coalition. Il est contraint de signer le traité de Neuilly, le 27 novembre 1919, qui engage la Bulgarie à respecter les réparations de guerre. Face à la « Grande Idée » grecque, il parvient à garder la Macédoine du Pirin, la Roumélie orientale et les Rhodopes, mais la droite bulgare l’accuse d’avoir bradé les conquêtes récentes du pays.
Sur le plan intérieur, il cherche à concrétiser ses idées progressistes et décide des réformes agraires pour améliorer la condition des paysans.

## «Dictature paysanne»
En mars 1920, il gagne les élections législatives avec 40 % des voix et forme le 21 mai un nouveau gouvernement ne comptant que des membres de son parti : l’Union nationale agraire bulgare. Violemment contesté tant par la droite nationaliste et monarchiste que par la gauche communiste, il finit par mettre en place une dictature paysanne soutenue par une milice, la « Garde orange » (les membres portaient un bandeau orange de reconnaissance). Il se lance alors dans une politique de réformes comme le remplacement du service militaire par un service civil, l’allègement des taxes agricoles, l’amélioration des infrastructures, la création de coopératives agricoles et le lancement de grands travaux publics.

## Réforme agraire
En 1922, Stamboliyski lance la réforme agraire en Bulgarie sur le principe que « la terre appartient à ceux qui la labourent ». La taille des exploitations est alors limitée à trente hectares et tout propriétaire aristocrate ou bourgeois non-exploitant et ayant un terrain de plus de dix hectares, est exproprié en faveur des paysans pauvres. Les bâtiments inoccupés sont réquisitionnés pour loger la population, les dividendes des actionnaires industriels et financiers sont réduits et le prix du blé est stabilisé, permettant aux paysans de s’enrichir. Ses réformes profitent aux paysans les plus pauvres, et les exploitants agricoles les plus aisés, lésés, aspirent à un retour des bourgeois au pouvoir.

## Mécontentement croissant
Petit à petit le régime de l’Union nationale agraire bulgare devient répressif envers les adversaires politiques et, en 1922, la plupart de ses opposants sont arrêtés. Cela encourage et fédère les conspirations : intellectuels, bourgeois, paysans aisés et opposants s’allient pour combattre le gouvernement. Stamboliyski souhaite avant tout avoir des rapports pacifiques avec les pays voisins, et signe le traité de Niš avec le Royaume des Serbes, Croates et Slovènes, par lequel la Bulgarie s’engage à réprimer les komitadjis macédoniens de l’ORIM (VMRO) qui, s’estimant trahis, cessent d’être pro-bulgares et deviennent indépendantistes ; en Bulgarie même, ils rejoignent l’opposition, ce qui aboutit à la formation de l’« Entente nationale » (Naroden Zgovor). Cela aggrave la crise politique.
Malgré la montée des oppositions, les législatives d’avril 1923 permettent à l’Union agraire de remporter 212 sièges sur 245 : fort de ce triomphe, Stamboliyski formule un programme politique pour vingt-cinq ans.

## Chute et assassinat

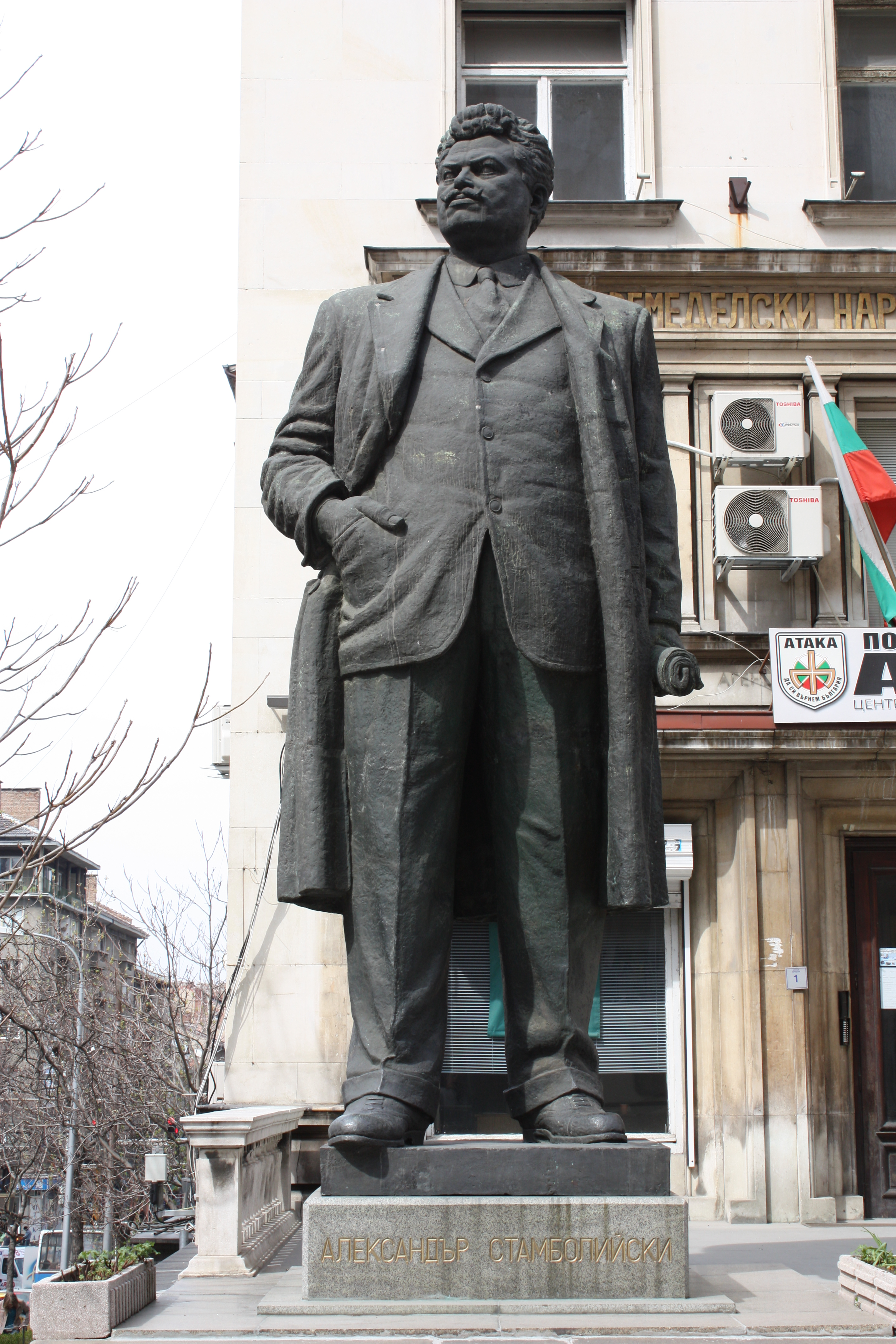
Statue d'Alexandre Stamboliyski au Théâtre national d'opéra et de ballet de Sofia.

Le 9 juin 1923 l’insurrection éclate : les forces d’extrême-droite d’Alexandre Tsankov et l’« Entente nationale » s’allient pour prendre le pouvoir par un coup d’État. Mis en œuvre au moment où Stamboliyski se trouve en vacances dans son village natal de Slavovitsa (en), le plan de l’« Entente nationale » reçoit le soutien déterminant de la maison royale, de l’armée et de la police.
Stamboliyski est capturé à Slavovitsa le 14 juin 1923, torturé (sa main qui avait signé le traité de Niš avec la Yougoslavie, est tranchée) et décapité. Il avait 44 ans.

## Héritage
Contrairement à ce que prétendit la propagande soviétique après la chute de Stamboliyski en 1923, ce dernier n’a jamais reçu le soutien des communistes. En effet, il s’opposait à la violence révolutionnaire et revendiquait le droit à la propriété privée pour ceux qui travaillent, tandis que les communistes entendaient l’abolir. Après la chute du communisme bulgare, un parti d’idéologie agrarienne a été refondé en 1993 : l’« Union agraire Alexandre Stamboliyski ».

### Sources
- Encyclopédie Universalis, Jean Bérenger, Alexandre Stambolijski
- Larousse du XXe siècle, 1933, tome 6, Alexandre Stamboulisky
- (en) Milcho Lalkov, Alexander Stamboliyski
- (en) John McClaughry, 1997, Alexander Stambolisky
- Histoire de la Bulgarie de l'Antiquité à nos jours, Dimitrina Aslanian, 2004.